# Lanzahíta
Lanzahíta é um município da Espanha na província de Ávila, comunidade autónoma de Castela e Leão, de área 33 km² com população de 964 habitantes (2007) e densidade populacional de 28,83 hab/km².

## Localização
Localiza-se no sul da província de Ávila.
| Noroeste: Mombeltrán                    | Norte: Pedro Bernardo | Nordeste: Pedro Bernardo |
| Oeste: Santa Cruz del Valle, Mombeltrán |                       | Este: Pedro Bernardo     |
| Sudoeste: Arenas de San Pedro           | Sul: Mombeltrán       | Sudeste: Buenaventura    |

## Demografia
| Variação demográfica do município entre 1991 e 2004 | Variação demográfica do município entre 1991 e 2004 | Variação demográfica do município entre 1991 e 2004 | Variação demográfica do município entre 1991 e 2004 |
| --------------------------------------------------- | --------------------------------------------------- | --------------------------------------------------- | --------------------------------------------------- |
| 1991                                                | 1996                                                | 2001                                                | 2004                                                |
| 959                                                 | 933                                                 | 895                                                 | 966                                                 |